# عوز العناصر الصغرى
نقص العناصر الصغرى هو انخفاض مستوى أحد المغذيات الصغرى (الحديد، النحاس، البورون، الموليبدينوم، الزنك، المنغنيز، الكلور، النيكل) في أنسجة النبات عن مستوى معين.

## الحديد
عنصر قليل الحركة ضمن النبات يمتص على صورة ثنائي Fe++. يدخل وسيط في تكوين اليخضور كما أنه يدخل في تركيب السيتوكروم وله علاقة بتكوين أنزيم البروكسيديز. نلاحظ الآن أعراض نقص الحديد على الأشجار المثمرة بشكل كبير في القطر العربي السوري وإن ظهرت أعراض نقص هذا العنصر فهذا لا يعني بالضرورة عدم توفره بالتربة بل بالعكس تبين أن بعض الأشجار التي تعاني من نقصه تنتشر في أراض غنية بالحديد (منطقة الزبداني في سورية مثلاً)، إلا أنه يكون على صورة غير قابلة للامتصاص، وهذا في أغلب الحالات عائد لوجود نسبة عالية من كربونات الكالسيوم. لهذا فإن نقص الحديد شائع في الأراضي الكلسية.

### وظائف الحديد في النبات
1. يلعب دوراً وسيطاً وأساسياً في تكوين اليخضور ولا يدخل في تركيبه.
2. يدخل في تركيب السيتوكريوم، لذا فهو يلعب دوراً أساسياً في التنفس.
3. يلعب دوراً أساسياً في تحويل النيتروجين الذائب في الأوراق إلى بروتين. هذا البروتين له دور كبير في حماية الكلوروفيل من أشعة الشمس الشديدة.

### أعراض نقص الحديد
1. اصفرار الأوراق حديثة النمو
2. تتحول كامل الأوراق على اللون الأصفر وقد تصبح شبه بيضاء وخاصة في النموات الحديثة.
3. تحترق أطراف الأوراق وتصبح بنية اللون في حالات النقص الشديد، تحترق كامل الورقة وخاصة في النموات الحديثة.
4. ضعف الإنتاج أو عدمه.

### معالجة أعراض نقص الحديد
يعالج بإضافة الحديد إلى التربة والمتوفر بالأسواق على شكل شيلات وتباع تحت أسماء تجارية مختلفة (راجع النشرة الخاصة بأعراض نقص الحديد).

## الزنك
يمتص من التربة على شكل أيونات Zn++ يكون تركيزه في الطبقات السطحية عالياً ويقل مع العمل. يرتبط ذوبان الزنك في التربة بدرجة الحموضة، نلاحظ أعراض نقص الزنك حالياً مترافقة مع أعراض نقص الحديد على الحمضيات في محافظة اللاذقية بكثرة.

### وظائف الزنك في النبات
1. يلعب دوراً في تشكيل الهرمونات النباتية.
2. يلعب دوراً أساسياً في تشكيل التريتوفان المركب النباتي الذي يتركب منه الأكسين.
3. يدخل في تركيب بعض الخمائر وحده أو بالاشتراك مع بعض العناصر الأخرى كالنحاس.

### أعراض نقص الزنك
1. بقع صفراء بين العروق مع بقايا أجزاء حول العروق الخضراء.
2. الأوراق الجديدة تكون قصيرة وصغيرة ومتطاولة في مجموعات وردية تخرج من زر واحد بدلاً من فروع.
3. موت أطراف غصون الحمضيات.
4. يلاحظ وجود بقع زيتية في أوراق الحمضيات وصغر في حجم الثمار وسمك قشرتها.
5. تضعف قدرة الأشجار على تكوين البراعم الثمرية وكذلك الثمار.
6. في اللوزيات تكون الأوراق الوردية جالسة على الأفرع بدون أعناق.

### معالجة نقص الزنك
يعالج بالرش بكبريتات الزنك في حال الإصابة الخفيفة أما في حالات الإصابة الشديدة فتستخدم شيلات الزنك.

## المنغنيز
عنصر قليل الحركة في النبات يمتص على صورة ثنائي التكافؤ Mn++ تكون الأوراق الغنية بالكالسيوم فقيرة بالمنغنيز تلاحظ أعراض نقصه في الأراضي القلوية حيث يتم أكسدة المنغنيز الثنائق القابل للامتصاص إلى منغنيز ثلاثي غير قابل للامتصاص.

### وظائف المنغنيز في النبات
1. لا يمكن أن يحصل تمثيل للنترات داخل النبات بدونه.
2. تضعف قدرة التنفس إذا كانت نسبة Mn/Fe أقل أو أكبر 1.5-2.5.
3. له علاقة بتكوين الكلوروفيل وبعض الأحماض العضوية وعمليات الأكسدة والإرجاع داخل النبات.

### أعراض نقص المنغنيز
1. اصفرار الأوراق بين العروق تبقى حتى الدقيقة منها خضراء.
2. تظهر بقع بنية محروقة على الأوراق.
3. في حالات النقص الشديد قد تتساقط الأزهار والأوراق.

### معالجة نقص المنغنيز
تعالج أعراض نقص المنغنيز بالرش بسلفات المنغنيز.

## النحاس
يحتاجه النبات بكميات ضئيلة ونادراً ما تظهر أعراض نقصه ويوجد في التربة بكميات قليلة خاصة في الطبقات السطحية أكثر ما تظهر أعراض نقصه في الأراضي العضوية يتأثر ذوبانه بدرجة الحموضة في التربة إذا كلما انخفض رقم PH يزداد الجزء الذائب منه.

### وظائف النحاس في النبات
1. عامل مساعد في تكوين أنزيمات التنفس وتكوين الكلوروفيل.
2. يلعب دوراً في تفاعل الآزوت داخل النبات.
3. يزيد في مقاومة النبات للأمراض الفطرية.

### أعراض نقص النحاس
1. اصفرار الأوراق وموت البراعم.
2. قصر في المسافات بين عقد الأغصان.
3. تقل كمية العصير داخل ثمار الحمضيات وخاصة الليمون الحامض.

### معالجة أعراض نقص النحاس
يعالج بالرش بكبريتات النحاس أو أي من المركبات النحاسية كما يمكن الاستفادة من المركبات النحاسية المستخدمة لمعالجة الفطور.

## البورون
يوجد البورون بكميات قليلة في التربة تسبب الكميات الكبيرة منه تسمم النبات، تعتبر زيادة الكالسيوم أحد أهم أسباب نقص البورون كذلك ارتفاع مستوى الماء الأرضي وسوء التهوية، يمتص على صورة بورات BO2.

### وظائف البورون في النبات
1. يتحكم بنسبة الماء داخل النبات كذلك في امتصاص الماء من التربة.
2. له علاقة بحركة السكريات إلى أماكن تخزينها.
3. مهم لعمليات التلقيح داخل الزهرة.
4. يؤثر على امتصاص بعض العناصر مثل الآزوت والبوتاس والكالسيوم.
5. ضروري لتكوين الهرمونات في النبات.
6. يلعب دوراً في عملية تشكيل البروتينات في النبات.
7. ضروري لتكوين الحمض الأميني تريتوفان.

### أعراض نقص البورون
أهم أعراض نقص البورون موت البراعم والقمم النامية وموت أطراف الجذور وتكسر الأغصان والأوراق بسهولة.
وهناك أعراض خاصة تختلف باختلاف المحصول أهمها:
- في اللوزيات لا تتفتح البراعم.
- في الشعير لا يتكون الحب في السنابل
- في الحمضيات تظهر على الأوراق بقع مائية ثم تصبح شفافة ثم تسقط ويتعرى الفرع من القمة إلى الأسفل وفي الثمار يظهر على الألبيدو بقع بنية ويزداد سمك القشرة ولاتتكون البذور وتكون الثمار جافة وجامدة والعصير قليل وكذلك نسبة السكر.
- في الشوندر يلاحظ القلب الأجوف والذي يظهر أسود اللون.
- في القرنبيط يصبح الساق أجوف لونه بني
- في التفاح يتشكل بقع فلينية على سطح الثمار.
- في القطن في حالات النقص الشديد تأخذ شجيرات القطن شكل دغل متشابك بسبب قصر المسافات بين العقد ويموت النسيج المرستيمي وتصبح الأوراق سميكة قابلة للكسر كما تسقط البراعم الزهرية كما يلاحظ انتفاخ حلقي داكن مزود بشعيرات كثيفة على أعناق الأوراق.

### معالجة نقص البورون
نعالج الأعراض بإضافة البورات إلى التربة أو الرش الورقي في حال الإصابة الخفيفة.

## المولبيدنيوم
يمتصه النبات بكميات قليلة جداً نادراً ما تظهر أعراض نقصه، ذوبانه في التربة مرتبط بدرجة الحموضة حيث يثبت في الأراضي الحامضية ويكون أكثر ذوبانه في الأراضي القلوية.

### وظائف المولبيدنيوم
1. ضروري لاختزال النترات في النبات إلى أمين ومن ثم تكوين البروتينات.
2. ضروري لتكوين حمض الاسكوربيك.
3. ضروري لبكتيريا الأزوتوبكتر والتي تقوم بتثبيت الآزوت الجوي.

### أعراض نقص المولبيدنيوم
- اصفرار الأوراق الطرفية ثم ظهور بقع بنية فاحتراق الحواف.
- تجعد الأوراق.

### معالجة نقص المولبيدنيوم
يعالج بإضافة الصوديوم أو مركبات المولبيدات الأخرى القابلة للذوبان بالماء.